# Даяна Джованацо
Даяна Джованацо (на английски: Diana Giovinazzo) е американска писателка на произведения в жанра исторически роман.

## Биография и творчество
Даяна Джованацо е родена през 1980 г. в Марси, окръг Онайда, щат Ню Йорк, САЩ. Има италиански произход. От малка е запленена от книгите и историята, особено от историята на италианците и американска италианска история. През 1998 г. завършва гимназия в Марси, а през 1999 г. обществения колеж „Мохок Вали“ в Ютика. Следва право в Калифорнийския щатски университет във Фулъртън, Калифорния, който завършва през 2004 г. Работи в областта на правото в продължение на над 10 години. Едновременно с това решава да се насочи към мечтата си да се занимава с история и да пише.
Първият ѝ роман „Аз съм Анита Гарибалди“ е издаден през 2020 г. Той е история за голямата любов между бразилката Анита Гарибалди и Джузепе Гарибалди, за живота им, за общия им път, изпълнен с битки, превратности, смърт, загуби и победи. Тя поема грижите за ранените, участва в сраженията наравно с мъжете, събира доброволци за армията на Гарибалди – „червените ризи“, организира и вдъхновява жените да се включат в борбата за свобода. Тя е една от най-почитаните исторически фигури на Южна Америка и на Италия.
Тя е съосновател на седмичния литературен подкаст „Вино, жени и думи“ за интервюта с писатели на чаша вино. Президент е на клона на Националната асоциация за дамска литература в Лос Анджелис.
Даяна Джованацо живее със семейството си в Уитиър и Лос Анджелис, Калифорния.

## Произведения

### Самостоятелни романи
- The Woman in Red (2020)[1][2]
Аз съм Анита Гарибалди, изд.: ИК „Кръгозор“, София (2020), прев. Татяна Виронова
- Antoinette's Sister (2022)